# Gustav Hartz

Gustav Hartz

Gustav Hartz (* 15. August 1884 in Cönnern; † 1. Februar 1950 in Berlin-Reinickendorf) war ein wirtschaftsliberal-reaktionärer deutscher Politiker (DNVP).

## Leben und Beruf
Gustav Hartz besuchte die Bürgerschule in Cönnern und absolvierte dort eine vierjährige Kaufmannslehre. In zehn verschiedenen Städten war er als Kaufmannsgehilfe beschäftigt. Hartz sammelte praktische Kaufmannserfahrungen, die er durch eine Anzahl von Handels-Fortbildungskursen ergänzte. Ab 1902 war Hartz in der „nationalen“ Angestelltenbewegung tätig. Im März 1923 wurde er zum Gauvorsteher des Deutschnationalen Handlungsgehilfen-Verbandes (DHV) Bremen gewählt. Hartz war Schriftleiter der Niederdeutschen Warte, Bremen (Organ des Gaues Nordwest des DHV).
In seinen Büchern Irrwege der deutschen Sozialpolitik und der Weg zur sozialen Freiheit (1928) und Eigentum oder Rente? Eine Auseinandersetzung mit meinen Kritikern über das Thema: Sozialversicherung oder Sozialsparkasse (1930) prangerte er die Möglichkeiten des Missbrauchs des Solidaritätsprinzips an und warb für eine „eigenverantwortliche Selbsthilfe“ der Arbeitnehmer. Er schlug vor, die von Bismarck geschaffene Sozialversicherung durch eine aus den eigenen Ersparnissen aufgebaute, kapitalgedeckte Rente zu ersetzen, was auf ein Zwangssparen hinauslief.
Gustav Hartz war evangelischen Glaubens und gehörte zur konservativen „Christlich-deutschen Bewegung“.

## Abgeordneter
Hartz war von Mai bis Dezember 1924 Mitglied des Reichstages. Im Reichstag vertrat er den Wahlkreis 14 (Weser-Ems).

## Schriften
- Irrwege der deutschen Sozialpolitik und der Weg zur sozialen Freiheit. August Scherl Verlag, Berlin 1928.
- Neue Wege in der Sozialpolitik. H. Beyer & Söhne, Langensalza 1929.
- Eigentum oder Rente? Eine Auseinandersetzung mit meinen Kritikern über das Thema: Sozialversicherung oder Sozialsparkasse. August Scherl Verlag, Berlin 1930.
- Die national-soziale Revolution. Die Lösung der Arbeiterfrage. J.F. Lehmanns Verlag, München 1932 (Das Buch wurde nach Ende des Zweiten Weltkrieges in der Sowjetischen Besatzungszone auf die Liste der auszusondernden Literatur gesetzt.)[3]